# Mokren Bight
Die Mokren Bight (englisch; bulgarisch залив Мокрен saliw Mokren) ist eine 2 km breite und 0,85 km lange Bucht an der Westküste der Astrolabe-Insel nordwestlich der Trinity-Halbinsel des Grahamlands auf der Antarktischen Halbinsel. Sie liegt nördlich des Gega Point und südöstlich des Damga Point.
Die bulgarische Kommission für Antarktische Geographische Namen benannte sie 2009 nach der Ortschaft Mokren im Südosten Bulgariens.